# Elasmus jocosus
Elasmus jocosus är en stekelart som beskrevs av Girault 1940. Elasmus jocosus ingår i släktet Elasmus och familjen finglanssteklar. Inga underarter finns listade i Catalogue of Life.